# موه (اندیمشک)
مَوه یک منطقهٔ مسکونی در ایران است که در دهستان قیلاب واقع شده‌است. موه ۳۰ نفر جمعیت دارد.